# Himno di Kòrsou
"Himno di Kòrsou" is het nationale volkslied van Curaçao. Het werd officieel ingevoerd op 26 juli 1978.

## Herkomst
In 1898 schreef de Nederlandse frater Radulphus Hermus een gedicht om de kroning van Wilhelmina te vieren. Het is later op muziek gezet door frater Candidus Nouwens. Het lied stond aanvankelijk bekend als Den Tur Nashon, naar de beginzin Den tur nashon nos patria ta poko konosi (='in alle landen is ons vaderland vrijwel onbekend'). De tekst is meermalen gewijzigd, met name in 1937 en in 1948. Radulphus was werkzaam op Curaçao in de periodes 1890-1916 en 1920-1959. In 1930 componeerde frater Candidus Nouwens de melodie waarop het lied tegenwoordig gezongen wordt. In 1978 werd op instigatie van de overheid de tekst verregaand aangepast voor het de officiële status van volkslied kon krijgen. De nieuwe tekst bevat bijdragen van Guillermo Rosario, May Henriquez, Enrique Muller en Betty Doran.
Op 18 juni 2003 besloot de overheid tot een protocol voor het gebruik van dit lied. In het dagelijks gebruik worden alleen de eerste twee en de laatste twee coupletten gezongen. Alle acht coupletten worden gezongen bij beëdiging van een hoge functionaris op het eiland, op bijeenkomsten georganiseerd door de eilandsraad in het kader van officiële feestdagen en herdenkingen alsook bij het hijsen van de Curaçaose vlag bij officiële gelegenheden en evenementen. Op radio en televisie wordt het lied om middernacht bij aanvang van Nieuwjaar gespeeld. Ook het begin en eind van elke radio- en televisie-uitzending is het lied te horen. Het lied mag officieel alleen in het Papiaments gezongen worden.

## De tekst
| Papiaments | Engelse vertaling | Nederlandse vertaling |
| --- | --- | --- |
| Lanta nos bos ban kanta grandesa di Kòrsou; Kòrsou, isla chikitu, baranka den laman! Kòrsou, nos ta stima bo ariba tur nashon. Bo gloria nos ta kanta di henter nos kurason. Nos pueblo tin su lucha, ma semper nos tin fe di logra den tur tempu viktoria ku trabou! Ban duna di nos parti p'e isla prosperá. Laga nos uni forsa p'asina triumfá. Nos patria nos ta demonstrá onor i lealdat, meskos na e bandera union di nos nashon. Nos bida lo ta poko pa duna nos pais, luchando uní pa libertat, amor i komprenshon. I ora nos ta leu fo'i kas nos tur ta rekordá Kòrsou, su solo i playanan, orguyo di nos tur. Laga nos gloria Kreador tur tempu i sin fin, k'El a hasi nos digno di ta yu di Kòrsou! | Let's raise our voice and sing the grandeur of Curaçao; Curaçao, small island, a boulder in the sea! Curaçao, we love you above all nations. Your glory we sing with all our hearts. Our people have their struggle but we always have our faith to accomplish always victory through labour! Let us do our part for the island's prosperity. Let us unite forces so we can triumph. (To) Our fatherland we demonstrate honour and loyalty, as to the flag the union of our nation. Our lives would be little to give for our country, fighting united for liberty, love and understanding. And when we are far from home we all recall Curaçao, its sun and beaches the pride of us all. Let us praise our Creator always and forever, for He has made us worthy to be Curaçaoan!¹ | Laten wij onze stem verheffen om te zingen over de grootsheid van Curaçao; Curaçao, klein eiland rots in de zee! Curaçao, wij houden van je boven alle andere naties. Wij bezingen jouw glorie met heel ons hart. Ons volk heeft zijn strijd maar wij hebben altijd vertrouwen elke keer te kunnen overwinnen door arbeid! Laten wij van onze kant geven zodat het eiland zal floreren. Laten wij onze krachten bundelen om zo te triomferen. (Aan) Ons vaderland betonen wij eer en trouw, net als aan de vlag het symbool van eenheid van onze natie. Ons leven zal weinig zijn om te geven voor ons land, samen vechtend voor vrijheid, liefde en begrip. En wanneer wij ver van huis zijn denken we allemaal terug aan Curaçao, haar zon en stranden, de trots van ons allemaal. Laat ons de Schepper loven altijd en voortdurend, dat Hij ons verwaardigd heeft om kind van Curaçao te zijn! |